# L'Énigme de Maître Lu
 (juin 2017).
Si vous disposez d'ouvrages ou d'articles de référence ou si vous connaissez des sites web de qualité traitant du thème abordé ici, merci de compléter l'article en donnant les références utiles à sa vérifiabilité et en les liant à la section « Notes et références ».
L'Énigme de Maître Lu (titre original : The Riddle of Master Lu), est un jeu d'aventure sorti en 1995. Il est basé sur la licence Ripley's Believe It or Not!.

## Synopsis
Robert Ripley, conservateur du musée des bizarreries se voit confronté à une situation des plus inattendues, un jour alors qu'il rentre d'un dîner avec sa compagne, il trouve la porte de son musée ouverte et son collègue attaché à une chaise tandis qu'un serpent est sur le point de n'en faire qu'une bouchée.
Une question en entraînant une autre, s'enchaîneront des dizaines de voyages à travers le monde vers tous les pays qui le mèneront vers les éléments lui permettant de résoudre une énigme vieille de 2000 ans, laissée par un certain Maître Lu.

## Système de jeu
Le personnage est vue en 2D de profil et se laisse guider par le joueur qui peut lui ordonner d'examiner, d'utiliser ou de prendre certains objets du décor à l'aide de la souris.

## Accueil
- Adventure Gamers : 4/5[1]